# Parnassius széchenyii
Parnassius széchenyii – gatunek motyla z rodziny paziowatych. Spotykany w południowych Chinach i Tybecie. Opisany przez Jánosa Frivaldsky'ego (1822–1895) i nazwany na cześć Béli Szécheny'ego (1837–1908).
Wyróżnia się podgatunki:
- Parnassius szechenyii frivaldszkyi
- Parnassius szechenyii szechenyii
- Parnassius szechenyii ragaraja